# Tony Crocker
Antonio Lamar Crocker, detto Tony (Lawton, 17 gennaio 1987), è un cestista statunitense.